# La Coupe d'amour
La Coupe d'amour – en anglais The Loving Cup – est un tableau réalisé par le peintre britannique Dante Gabriel Rossetti en 1867. Cette huile sur panneau préraphaélite représente une jeune femme rousse en robe rouge levant une coupe dorée près de ses lèvres tandis qu'elle en appuie par ailleurs le couvercle contre son sein. Une inscription en français sur le cadre suggère qu'elle trinque à un chevalier dont elle est amoureuse, sans doute parti pour la guerre. Son modèle est Alexa Wilding. Achetée à l'artiste par Frederick Leyland, l'œuvre fait partie depuis 1984 des collections du musée national de l'Art occidental, à Tokyo, au Japon.